# 1820 na arte

## Nascimentos
| Data          | Nome             | Profissão         | Nacionalidade | Observações | Ref |
| ------------- | ---------------- | ----------------- | ------------- | ----------- | --- |
| 24 de outubro | Eugène Fromentin | pintor e escritor | França        | m. 1876     |     |

## Mortes
| Data        | Nome                 | Profissão           | Nacionalidade                  | Observações | Ref |
| ----------- | -------------------- | ------------------- | ------------------------------ | ----------- | --- |
| 27 de março | Gerhard von Kügelgen | pintor              | Sacro Império Romano-Germânico | n. 1772     |     |
| ??          | Henry Koster         | empresário e pintor | Portugal                       | n. c. 1793  |     |